# Vanda sanderiana
|  | Dieser Artikel wurde aufgrund von formalen oder inhaltlichen Mängeln in der Qualitätssicherung Biologie im Abschnitt „Eingang“ zur Verbesserung eingetragen. Dies geschieht, um die Qualität der Biologie-Artikel auf ein akzeptables Niveau zu bringen. Bitte hilf mit, diesen Artikel zu verbessern! Artikel, die nicht signifikant verbessert werden, können gegebenenfalls gelöscht werden. Lies dazu auch die näheren Informationen in den Mindestanforderungen an Biologie-Artikel. Begründung: Beschreibung fehlt -- Cymothoa 13:55, 12. Jan. 2015 (CET) |

Vanda sanderiana ist eine Pflanzenart aus der Gattung Vanda in der Familie der Orchideen (Orchidaceae). Sie stammt von den Philippinen und wird in der einheimischen Sprache Waling-Waling genannt (übersetzt: „schöne Göttin“). Sie wird zur Züchtung von Hybriden verwendet. In den 1950er und 1960er Jahren wurden mit dieser Art auf Hawaii viele erfolgreiche Vandahybriden erzeugt. Diese Art wurde zeitweise in die monotypische Gattung Euanthe gestellt, die jedoch ein Synonym der Gattung Vanda ist, mit der Euanthe zusammengelegt wurde.

## Beschreibung

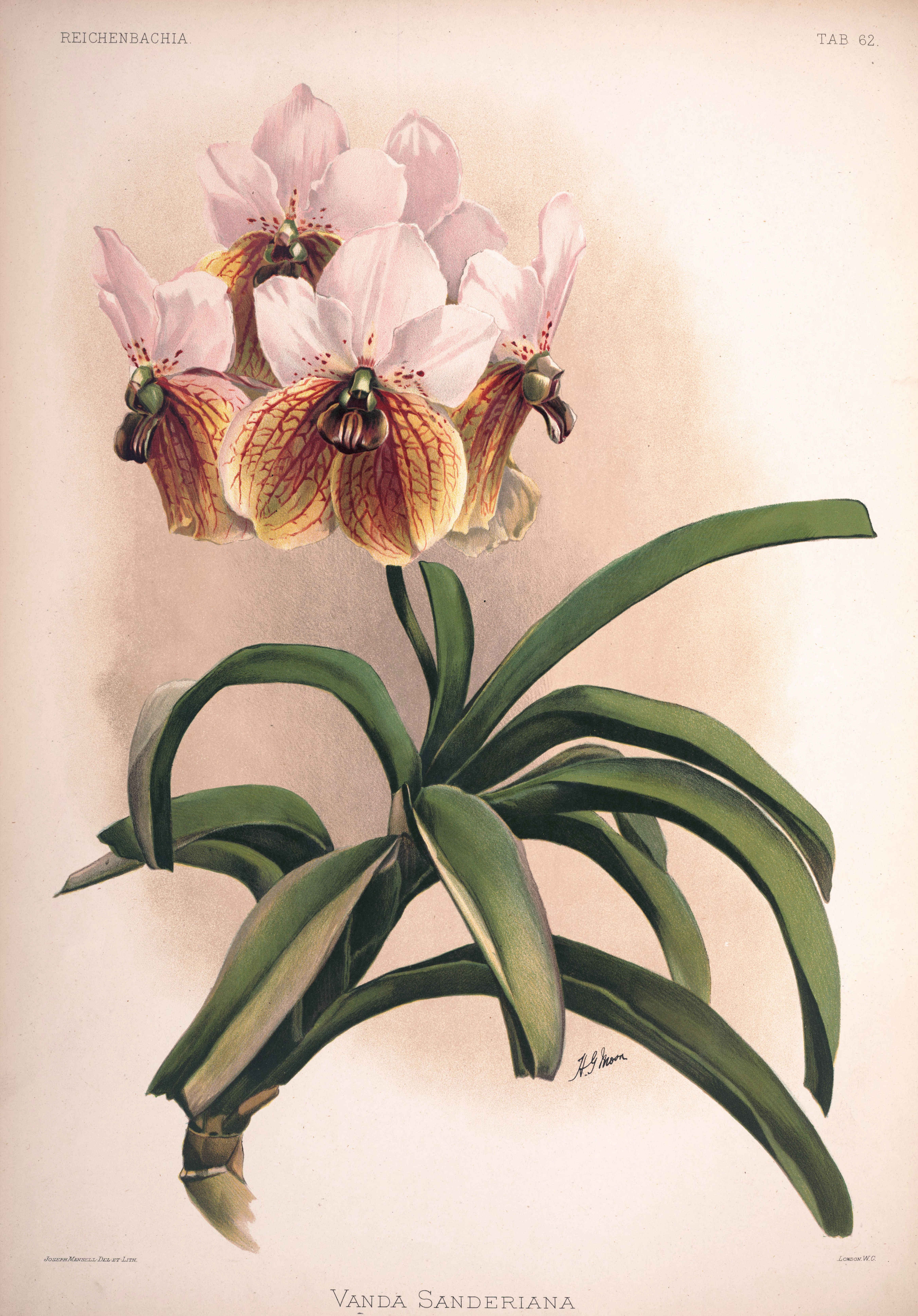
Illustration aus Frederick Sander: Reichenbachia II, 1890, Tafel 62

### Vegetative Merkmale
Vanda sanderiana wächst als ausdauernde krautige Pflanze. Sie gedeiht als Epiphyt. Die monopodiale Sprossachse wird etwa 60 Zentimeter lang. Die 40 cm langen und 3 cm breiten Blätter sind im Querschnitt V-förmig und tief eingekerbt.

### Generative Merkmale
Der etwa 20 cm lange Blütenstand enthält 10 bis 20 Blüten. Die zwittrigen Blüten sind zygomorph und dreizählig. Die Blüten sind etwa 13 Zentimeter groß. Das Labellum weist im Gegensatz zu sämtlichen anderen Vanda Arten keinen Sporn auf. Zudem sind die Blüten niemals duftend. Der Sporn und der Duft ermöglicht es die reine Art von der Vielzahl von Hybriden zu differenzieren.

## Standort
Der natürlichen Standort von Vanda sanderiana liegt in Höhenlagen von 0 bis 500 Metern.

## Botanische Geschichte und Taxonomie
Entdecker dieser Art ist etwa 1880 der Pflanzenjäger Carl Roebelin am Fuß des Mount Apo. Roebelin war ausgesandt von der Gärtnerei von Frederick Sander und das Artepitheton sanderiana ehrt ihn.
Die Erstbeschreibung erfolgte 1882 unter dem Namen (Basionym) Vanda sanderiana durch Heinrich Gustav Reichenbach. Die Neukombination zu Euanthe sanderiana wurde 1914 durch Rudolf Schlechter veröffentlicht. Diese erfolgte aufgrund des fehlenden Sporns an der Rückseite des Labellums. Die anderen Arten der Gattung Vanda haben einen solchen Sporn.

### Position der Art innerhalb der GattungVanda
Diese Art wird in die Sektion Lamellaria gestellt und hat eine Affinität zu den Arten Vanda lamellata, Vanda barnesii, Vanda javierae und Vanda roeblingiana.

### Synonyme
Diese Art hat folgende Synonyme:
- Esmeralda sanderiana Rchb.f.
- Euanthe sanderiana (Rchb.f.) Schltr.
- Euanthe sanderiana f. albata (Rchb.f.) M.Wolff & O.Gruss
- Euanthe sanderiana f. immaculata (Golamco) Cootes
- Vanda sanderiana var. albata Rchb.f.
- Vanda sanderiana var. immaculata Golamco

## Symbolik
Vanda sanderiana gilt als die Königin der philippinischen Orchideen und ist seit 2013 die nationale Blume des Landes.

## Gefährdung
Diese Art gilt als gefährdet.